# Chambon-Sainte-Croix
Chambon-Sainte-Croix – miejscowość i gmina we Francji, w regionie Nowa Akwitania, w departamencie Creuse.
Według danych na rok 1990 gminę zamieszkiwały 84 osoby, a gęstość zaludnienia wynosiła 13 osób/km² (wśród 747 gmin Limousin Chambon-Sainte-Croix plasuje się na 519. miejscu pod względem liczby ludności, natomiast pod względem powierzchni na miejscu 626.).

## Populacja

Populacja Chambon-Sainte-Croix w latach 1962–2008